# Sloanea uniflora
Sloanea uniflora är en tvåhjärtbladig växtart som beskrevs av D.Samp. & V.C.Souza. Sloanea uniflora ingår i släktet Sloanea och familjen Elaeocarpaceae. Inga underarter finns listade i Catalogue of Life.